# Huehuecoyotl
Huehuecoyotl (nah. "stary kojot", "kojot oszczerca") – w wierzeniach Indian Mezoameryki przedstawiany pod postacią wilka bądź kojota bóg ognia, rozkoszy, a także mistyfikator szerzący spory i nieporozumienia wśród ludzi (zwłaszcza w wierzeniach Indian Otomi). Niekiedy kojarzony z Xolotlem.
Wiara w Huehuecoyotla wykazuje pewne podobieństwa z mitami Indian północnoamerykańskich dotyczącymi kojota jako krzewiciela cywilizacji
(Atabaskowie), śpiewającego pieśni przewodnika (Indianie Lakota) czy też boga stwórcy (Miwokowie).
Huehuecoyotl był uważany za boga o dwóch twarzach, stworzyciela, a jednocześnie oszusta – jego sztuczki mają jednak na celu nie zwiedzenie i odciągnięcie człowieka od pierwotnie obranego celu, lecz pokazanie mu jak bardzo jest śmieszny w swych dążeniach i nauczenie go dystansu do samego siebie.
Patron 4 dnia miesiąca (Cuetzpalin) w kalendarzu azteckim.